# Brissay-Choigny

Brissay-Choigny este o comună în departamentul Aisne din nordul Franței. În 1 ianuarie 2022 avea o populație de 297 de locuitori.